# Eohypopterygiopsis dominicensis
Eohypopterygiopsis dominicensis là một loài Rêu trong họ Hypopterygiaceae. Loài này được J.-P. Frahm mô tả khoa học đầu tiên năm 2008.